# Джон Франклин Ендърс
Джон Франклин Ендърс е американски медицински учен и Нобелов лауреат. Наричан е „баща на съвременните ваксини“.

## Биография
Ендърс е роден на 10 февруари 1897 година в Уест Хартфорд, Кънектикът. Образованието си започва в училище Ноа Уебстър в Хартфорд и Св. Павел в Конкорд, Ню Хемпшир. След това учи в Йейлския университет за кратко време, преди да постъпи в Корпуса на ВВС на САЩ през 1918 г.
След завръщането си от войната, той завършва Йейл, където е член на „Свитък и ключ“, както и на „Delta Kappa Epsilon“, след което става брокер на недвижими имоти през 1922 г. Изпробва няколко кариери, преди да избере да работи в областта на биологичното изследване на инфекциозните заболявания и получава докторска степен в Харвард през 1930 г.
През 1954 г., докато работи в Детска болница Бостън, на Ендърс, Томас Хъкъл Уелър и Фредерик Чапман Робинс е присъдена Нобелова награда за физиология или медицина „за откритията им в способността на вируса на полиомиелит да расте в култури от различни видове тъкан“. Тази работа първо показва, че вируси от този тип могат да се отглеждат и манипулират извън тялото. Тази техника е наречена метод Enders-Weller-Робинс, който Джонас Солк използва за разработване на ваксина срещу полиомиелит през 1952 г. След мащабен тест през 1954 г. ваксината се оказва успешна.
На 4 октомври 1960 г., „Ню Йорк Таймс“ съобщава, че д-р Ендърс е водещ в екип за тестване на ваксина срещу морбили върху 1500 изоставени деца в Ню Йорк и още 4000 деца в Нигерия. До края на 1961 г. ваксината е доказано като напълно ефективна.
Ендърс умира на 8 септември 1985 г. в Уотърфорд, Кънектикът, на 88-годишна възраст.